# テン・ゴーカイジャー
『テン・ゴーカイジャー』は、2021年11月12日に期間限定上映、2022年3月9日に発売された特撮作品。61分。

## 概要
Vシネクストレーベルの第9弾で、スーパー戦隊シリーズ第35作『海賊戦隊ゴーカイジャー』の10周年記念作品である。従来10周年記念作品として制作されていた「10 YEARSシリーズ」とは異なる命名となっている。同作品から10年後、公営ギャンブル「スーパー戦隊ダービーコロッセオ」が流行する地球を舞台に物語が展開される。
ゴーカイジャーの俗称である「海賊戦隊」と、違法コピーの代名詞である「海賊版」をかける本シリーズの作風に沿い、タイトルロゴが『シン・ゴジラ』『シン・ウルトラマン』『シン・仮面ライダー』を彷彿とさせる手口となっている。
関智一や細貝圭など、『ゴーカイジャー』テレビシリーズに出演していたキャストや、同作品の主題歌を担当していた松原剛志が当時とは異なる役で出演するほか、過去に東映特撮作品に出演していたキャストや、『魔進戦隊キラメイジャー』からはクリスタリア宝路が出演する。
2021年11月13日、14日の週末観客動員ランキング（興行通信社調べ）では、Vシネクストシリーズ史上初の初登場9位にランクインした。

## 制作
東映特撮 YouTube Officialで配信された特別番組『豪快発表特バーン！』で本作品の制作が発表された。同番組の収録翌日から衣装合わせと撮影が行われ、6月19日の番組配信時にはすでに撮影は終了していた。
本作品でマーベラス役の小澤亮太は、素面のシーンはすべて吹き替えなしで自らアクションを行ったという。眼帯については、当初は片脚を失って武器が仕込まれた義足になるという2021年を意識した設定であったが、撮影が大変になるという理由から現在のものとなった。眼帯はサイズの異なるものが2種類用意され、小さなサイズのものとなったが、小澤が遠近感を掴みかねていたため、途中からアクション時には透けて少し見えやすくなっているアクション用のものを使用している。
テレビシリーズの敵であったザンギャックも全宇宙的な規模の存在で、残党ということも検討されたが、それではありがちということとなり、第三勢力であるバスコ・タ・ジョロキアもテレビシリーズで最期を遂げており、なおかつ『機界戦隊ゼンカイジャー THE MOVIE 赤い戦い! オール戦隊大集会!!』にも出演していたことから、新たな敵を出す方向となった。
劇中でルカが変装するレポーターの名前「城ヶ根 御前（）」は、本作品の脚本を務める荒川がシリーズ構成を担当したアニメ『アクションヒロイン チアフルーツ』での、市道がM・A・O名義で演じていた主人公のキャラクターと同名である。

## あらすじ
ゴーカイジャーとザンギャックとの戦いから10年後。地球では全世代、全世界で公営ギャンブル「スーパー戦隊ダービーコロッセオ」が大流行しており、レンジャーキーと、バスコが残したラッパラッターを使ったこのギャンブルにおいて、かつてのヒーローたちは賭けの対象として社会に享受されていた。
しかし、その収益の約80パーセントは地球の防衛費に充てられるため、歴代スーパー戦隊のレジェンドたちも主旨に理解を示し、プロジェクトに協力していたが、すでに解散してバラバラに活動していたゴーカイジャーには唯一コンタクトを取れずにいた。
ある日、ダービーコロッセオ反対派のキャプテン・マーベラスが地球に出現し、運営側に単身で挑戦状を叩きつける。そんなマーベラスの前に、スーパー戦隊ダービーコロッセオの主旨に賛同し、プロジェクトに全面協力していた伊狩鎧が立ちふさがる。

## 登場人物
以下は、本作品オリジナルの登場人物。
服部 博人
国防大臣の側近。常に冷静沈着で、実質的にスーパー戦隊ダービーコロッセオの運営を指揮している人物。
綾小路 鳳佳
国防大臣の側近。服部や国防大臣を支える秘書のようなポジションにある。ゴーカイレッドとゴーカイシルバーの戦いの場に現れ、不思議な力を発揮する。
- 名前の由来は、先に「レム」という名前が決まっており、当初は悪夢を人間に見せるという設定を考えていたため、1980年代にヒットしたOVA作品のヒロインからとられた。

堀内 礼図
国防大臣の側近と思われる人物で、地球に来たドン・ドッゴイヤーを見つけ、綾小路に連絡した。
国防大臣
スーパー戦隊ダービーコロッセオの運営責任者で、より完璧にダービーコロッセオのシステムを近づけようとしていた。
その真の目的は、レンジャーキーを全て手に入れたうえで、「宇宙最強の軍団」としてスーパー戦隊が銀河を征服することであった。
丹羽野 将年
ラッパラッターを改造して、スーパー戦隊実体化システムを完成させた若き科学者。実はマーベラスとは10年前にも会っていた。
- 当初は、『機界戦隊ゼンカイジャー』の主人公と同名の「五色田介人」というネーミングで、同作品とはパラレルワールドにある本作品での世界の介人がこちらの世界では地球の平和のために別の形で働いているというものとなったが、それではややこしくなることから、その案はなくなった。

リングアナ
スーパー戦隊ダービーコロッセオの専用バトルアリーナで、登場する戦士の紹介などを担当する。ゴーカイジャーの変身アイテムであるモバイレーツの音声にその声が酷似している。
益子田 昭郎
スーパー戦隊ダービーコロッセオの実況を担当するアナウンサー。名前や顔は、バスコ・タ・ジョロキアに酷似しているが、バスコとは正反対で「何かを得るには努力あるのみ」が口癖。
- 衣装はバスコのものの色味を取り入れることとなり、赤を基調としたスーツとなった。
- 監督の中澤のアイディアで、サリーにまつわる小道具を登場させている。

松本 寬也
スーパー戦隊ダービーコロッセオの解説を担当するスーパー戦隊親善大使。
- スーパー戦隊ダービーコロッセオにて、マジイエローとビートバスターがバトルケニアとデンジブルーに敗北した際に落胆したというくだりは、前者の2人を演じていたのが松本寛也であったことに由来する。

「喫茶サファリ」店主
ゴーカイジャーの6人が戦いの後にカレーを食べに行った店の店主。先代の店主は、かつてゴーカイジャーたちが訪れた「スナックサファリ」「スナックニューサファリ」を経営していた。
女子高生
スーパー戦隊ダービーコロッセオに熱中するイエローとピンクがイメージカラーの2人の女子高生。
- 2人の女子高生を演じる石井と清水は『烈車戦隊トッキュウジャー』で、ミオ / トッキュウ3号とカグラ / トッキュウ5号の幼少期を演じており、イメージカラーもそれに由来する。

### バクート海賊団
侵略対象とする星の住人に化け、姿を隠したまま多くの星を侵略する海賊団。騙し討ちでゴーカイガレオンを沈めた。
- ザンギャックとは関係ないものの、同様の世界観であることからデザインは全く意識しなかったわけではないという[24]。

バッドリー
バクート海賊団のキャプテンで、マーベラスとは対立関係にある。宇宙でレムと共にゴーカイガレオンを襲撃し、次の標的に定めた地球へとやって来た。地球では服部の姿に化けている。
- デザインは篠原保が担当。頭部は三角帽のようなシルエットで形成し、腰や肩も同様に張り出すことで一体感を出している。もう一つのアウトロー要素である「博徒」を加えるために、なかなかテレビではできない牡丹の刺青のようなパターンを盛り込んでおり、マスク部分はその影響で山本昌平が演じた『電撃戦隊チェンジマン』のゴーストギルークをイメージしている。赤い鬼面を背中に置くことで韮沢靖との共作のようにしている。

レム
バクート海賊団の幹部で、マーベラスとは対立関係にある。敵の動きを不思議な瞳で封じることが可能。地球では綾小路の姿に化けている。
- デザインは篠原保が担当。首から下は衣装で、頭部のみ造形されている。海賊の手下のようにバンダナを巻き、インサーンを意識して、イカやタコなどの海洋生物でまとめている。

アグダロス
バクート海賊団の幹部で、凄まじい力と、頑丈な肉体の持ち主。地球では堀内の姿に化けている。
- 名前の由来は、堀内恒夫→悪太郎から。
- プロデューサーの望月は、『ガーディアンズ・オブ・ギャラクシー』のデイヴ・バウティスタが演じたドラックス・ザ・デストロイヤーをイメージしていたといい、アグダロスを演じる吉田自身がメイクをして演じるものとなった。

## 用語・アイテム
スーパー戦隊ダービーコロッセオ
バスコ・タ・ジョロキアが使用していたラッパラッターを改造したスーパー戦隊実体化システムで、鎧が歴代戦士から借りたレンジャーキーの戦士を実体化させ、その戦いを賭ける公営ギャンブル。
売上金など膨大な収益の80パーセントは戦隊ヒーローの装備やスーツのメンテナンスの費用に賄われている。有事の際には、速やかに各戦士にレンジャーキーが返却される。
劇中での対戦は、以下のほか、マーベラスがレンジャーキーの戦士たちと闘う「100人抜き」という特別バトルも開催された。
| バトル                   | 戦士                 | 原典                       | 備考      |
| ------------------------ | -------------------- | -------------------------- | --------- |
| スピード特別[27][注釈 3] | ブルーフラッシュ     | 超新星フラッシュマン       |           |
| スピード特別[27][注釈 3] | ブルーマスク         | 光戦隊マスクマン           |           |
| スピード特別[27][注釈 3] | レッドターボ         | 高速戦隊ターボレンジャー   |           |
| スピード特別[27][注釈 3] | ピンクレーサー       | 激走戦隊カーレンジャー     |           |
| スピード特別[27][注釈 3] | ギンガイエロー       | 星獣戦隊ギンガマン         |           |
| スピード特別[27][注釈 3] | キョウリュウグリーン | 獣電戦隊キョウリュウジャー |           |
| 忍びの者特別[27]         | ダイナブラック       | 科学戦隊ダイナマン         |           |
| 忍びの者特別[27]         | ニンジャホワイト     | 忍者戦隊カクレンジャー     |           |
| 忍びの者特別[27]         | シュリケンジャー     | 忍風戦隊ハリケンジャー     |           |
| 忍びの者特別[27]         | アカニンジャー       | 手裏剣戦隊ニンニンジャー   |           |
| 陸海空特別[27][注釈 4]   | バルシャーク         | 太陽戦隊サンバルカン       | [注釈 5]  |
| 陸海空特別[27][注釈 4]   | イエローライオン     | 超獣戦隊ライブマン         | [注釈 6]  |
| 陸海空特別[27][注釈 4]   | プテラレンジャー     | 恐竜戦隊ジュウレンジャー   | [注釈 7]  |
| 陸海空特別[27][注釈 4]   | ガオブルー           | 百獣戦隊ガオレンジャー     | [注釈 5]  |
| 陸海空特別[27][注釈 4]   | ゲキレッド           | 獣拳戦隊ゲキレンジャー     | [注釈 6]  |
| レジェンド特別[注釈 8]   | バトルケニア         | バトルフィーバーJ          | [注釈 9]  |
| レジェンド特別[注釈 8]   | デンジブルー         | 電子戦隊デンジマン         | [注釈 9]  |
| レジェンド特別[注釈 8]   | マジイエロー         | 魔法戦隊マジレンジャー     | [注釈 10] |
| レジェンド特別[注釈 8]   | ビートバスター       | 特命戦隊ゴーバスターズ     | [注釈 10] |
| 漢字特別[27][注釈 11]    | ファイブブラック     | 地球戦隊ファイブマン       | [注釈 12] |
| 漢字特別[27][注釈 11]    | キングレンジャー     | 超力戦隊オーレンジャー     | [注釈 13] |
| 漢字特別[27][注釈 11]    | シンケンゴールド     | 侍戦隊シンケンジャー       | [注釈 14] |
ベリタスの楯
「真実の姿を暴く」と言われているクリスタリアに伝わる楯。この楯から放つ光は、浴びた者を本来の姿へと戻す。

### レンジャーキー
ゴーカイジャーが変身に利用するアイテム。『動物戦隊ジュウオウジャー』時点で登場したニンニンジャーまでのキーに加え、本作品では新たにジュウオウジャーからリュウソウジャーまでのキーがレッドのみではあるが1本ずつ、キラメイジャーのキーが2本登場する。
ダービーコロッセオにも実体化した上記の戦士たちが参加したほか、鎧がレンジャーキー保管庫から持ち出した6本のキーでゴーカイレッドとゴーカイピンクが豪快チェンジしている。
ゴーカイガレオンキー
沈んだゴーカイガレオンの中にあった、光を放つ赤い宝玉が変化したもの。
クロスアーマーモード
ゴーカイジャーのレッドからピンクの5人がゴーカイガレオンキーを使って変身する強化フォーム。
- ゴーカイレッド - 胸部にゴーカイガレオンを模したアーマーを装備するほか、バックルの腰部分に前垂れやローブ、背中にマントも追加している。
- ゴーカイブルー - 右腕に5本のサーベルを装備。
- ゴーカイイエロー - 左脚に4本のサーベルを装備。
- ゴーカイグリーン - 左腕に2つの大砲を装備。
- ゴーカイピンク - 右脚に4つの大砲を装備。

ガレオンアーマーモード
ゴーカイレッドが全クロスアーマーを装備して変身する最強フォーム。

## キャスト
- キャプテン・マーベラス / ゴーカイレッド - 小澤亮太[6][21]
- ジョー・キブケン / ゴーカイブルー - 山田裕貴[6][21]
- ルカ・ミルフィ / ゴーカイイエロー - 市道真央[6][21]
- ドン・ドッゴイヤー（ハカセ） / ゴーカイグリーン - 清水一希[6][21]
- アイム・ド・ファミーユ / ゴーカイピンク - 小池唯[6][21]
- 伊狩鎧 / ゴーカイシルバー - 池田純矢[6][21]
- ナビィ（声） - 田村ゆかり[29][21]
- 益子田昭郎 - 細貝圭[出典 7]
- 松本寬也[注釈 17][30] - 松本寛也[出典 7]
- クリスタリア宝路 - 庄司浩平[出典 7]『魔進戦隊キラメイジャー』
- リングアナ - 関智一[出典 7]
- 子ども - 大場心温[21]、高橋仁[21]
- おじいさん - 古川がん[21]
- おばあさん - 香川のの[21]
- 女子高生 - 清水らら、石井薫子[出典 7]
- カレー屋店主 - 加藤パーチク[21]
- 丹羽野将年 - 川野快晴[出典 7]
- 服部 / バッドリー（声） - 松原剛志[出典 7]
- 綾小路 / レム（声） - 坂田梨香子[出典 7]
- 堀内 / アグダロス - 吉田メタル[出典 7]
- 国防大臣 - 山崎潤[出典 7]

### スーツアクター
劇場パンフレットより。ゴーカイジャーの6人のスーツアクターは、テレビシリーズでも同様の役のスーツアクターを務めていた。
- ゴーカイレッド - 福沢博文[出典 8]
- ゴーカイブルー - 押川善文[出典 9]
- ゴーカイイエロー - 蜂須賀祐一[29][8]
- ゴーカイグリーン - 竹内康博[出典 10]
- ゴーカイピンク - 野川瑞穂[出典 11]
- ゴーカイシルバー - 佐藤太輔[29][8]
- 森博嗣
- 縄田雄哉[36]
- 今井靖彦[36]
- 藤田慧[36]
- 岩上弘数
- レム - 古屋貴士[37]
- 原隆太
- 鈴木大樹
- 山口真弥
- 佐伯啓
- 中川和貴
- 大内田将樹
- 熊本敬介
- 河津香賀美
- 堀田慶斗
- 安川桃香
- 霜田元
- 坂井良平
- 兵藤結也
- 本間康資
- 大塚敦子
- 田崎直輝
- 西岡亜衣

## スタッフ
- 原作 - 八手三郎、石ノ森章太郎[出典 12]
- 脚本 - 荒川稔久[出典 12]
- 音楽 - 山下康介[6][21]
- 撮影 - 相葉実[21]
- 照明 - 堀直之[21]
- 美術 - 岡村匡一[21]
- 録音 - 久野貴司[21]
- 編集 - 柳澤和子[21]
- 整音 - 小林喬[21]
- スクリプター - 高山秀子[21]
- アクションコーディネーター - 松岡航平（B.O.S Action Unity）[21]
- 助監督 - 葉山康一郎[21]
- 製作担当 - 石切山義貴[21]
- ラインプロデューサー - 佐々木幸司[21]
- キャラクターデザイン - 篠原保[21]
- デザイン協力 - プレックス[21]
- 製作プロダクション - 東映テレビ・プロダクション[21]
- エグゼクティブプロデューサー - 加藤和夫（東映ビデオ）[21]
- プロデューサー - 山田真行（東映ビデオ）、望月卓（東映）、矢田晃一・深田明宏（東映エージエンシー）[6][21]
- 制作 - 東映
- 配給 - 東映ビデオ
- アクション監督 - おぐらとしひろ（ジャパンアクションエンタープライズ）[6][36][21]
- 監督 - 中澤祥次郎[出典 12]

## 音楽
主題歌
「スーパー戦隊ヒーローゲッター〜テン・ゴーカイジャーver.〜」
作詩：藤林聖子、荒川稔久 / 作曲・編曲：大石憲一郎 / 歌：Project.R（NoB、高取ヒデアキ、Sister MAYO、YOFFY（サイキックラバー）、谷本貴義、高橋秀幸、松原剛志、鎌田章吾、伊勢大貴、大西洋平、幡野智宏、吉田達彦、吉田仁美、出口たかし）
『動物戦隊ジュウオウジャー』の2000回放送記念回（第28、29話）にて披露された「スーパー戦隊ヒーローゲッター 2016」に、同作品以降に制作された『宇宙戦隊キュウレンジャー』から『機界戦隊ゼンカイジャー』までをフィーチャーした歌詞が追加されたアップデート版となっている。

## 他媒体展開
『海賊版!!テン・ゴーカイチェンジ〜10年越しの変身講座 TTYOバージョン』
2021年10月25日、東映特撮YouTube Officialで配信された短編映像。小澤亮太、小池唯、松本寛也が出演。
『海賊版!!テン・ゴーカイチェンジ〜10年越しの変身講座 TTFCバージョン』
同日、東映特撮ファンクラブで配信された短編映像。TTYOバージョンとは異なる映像で、上記3名に加え細貝圭も出演。

## 映像ソフト化
DVD / Blu-ray Discで発売。
- テン・ゴーカイジャー 劇場先行販売版（DVD1枚組、2021年11月12日に上映劇場にて発売）
  - 映像特典
    - PR集

  - 封入特典
    - ポストカード（2枚）
- テン・ゴーカイジャー DVD通常版（1枚組、2022年3月9日発売）
  - 映像特典
    - PR集
- テン・ゴーカイジャー Blu-ray通常版（1枚組、2022年3月9日発売）
  - 音声特典
    - オーディオコメンタリー（小澤亮太×市道真央×清水一希）

  - 映像特典
    - メイキング
    - ショートメイキング集
    - YuiTube
    - 『海賊戦隊ゴーカイジャー』10周年記念特別番組「豪快発表特バーン!」
    - 完成披露舞台挨拶
    - 初日舞台挨拶
    - 海賊版!! テン・ゴーカイチェンジ〜10年越しの変身講座〜TTFCバージョン
    - 海賊版!! テン・ゴーカイチェンジ〜10年越しの変身講座〜TTYOバージョン
    - PR集
    - テン・ゴーカイファイル
    - ポスタービジュアル
- 【初回生産限定】テン・ゴーカイジャー ゴーカイガレオンキー版（1枚組、2022年3月9日発売）
  - セット内容
    - テン・ゴーカイジャー（通常版と共通）
    - スペシャルフォトブック（A4サイズ・68P）
    - DXゴーカイガレオンキー